# Пливање на Летњим олимпијским играма 2012 — 4×100 метара мешовито за мушкарце
Пливачка трка у штафети 4х100 метара мешовито за мушкарце на Летњим олимпијским играма 2012. у Лондону одржана је 3. августа (квалификације) и 4. августа (финале) на базену Олимпијског центра за водене спортове. Учествовало је укупно 16 штафета. Пласман на игре је обезбедило 12 најбољих штафета са Светског првенства 2011. и још 4 штафете са најбољим временима.

## Освајачи медаља
| | Резултат | | Резултат | | Резултат |
| |          | |          | |          |
| САД · Мет Гриверс (52,58) · Брендан Хансен (59,19) · Мајкл Фелпс (50,73) · Нејтан Адријан (46,75) · Кален Џоунс* · Тајлер Макгил* · Ерик Шанто* · Ник Томан* | 3:29,35  | Јапан · Рјосуке Ирије (52,92) · Косуке Китаџима (58,64) · Такеши Мацуда (51,20) · Такуро Фуџи (48,50) · Рјо Татеиши* | 3:31,26  | Аустралија · Хејден Стокел (53,71) · Кристијан Спренџер (59,05) · Мет Таргет (51,60) · Џејмс Магнусен (47,22) · Томасо Дорсоња* · Брентон Рикард* | 3:31,58  |

Пливачи означени косим текстом и звездицом су наступали током квалификација.

## Рекорди
Пре почетка олимпијских игара у овој дисциплини важили су следећи рекорди:
| Светски рекорд    | САД · Арон Пирсол (52,19) · Ерик Шанто (58,57) · Мајкл Фелпс (49,72) · Дејвид Волтерс (46,80)   | 3:27,28 | Рим, Италија | 2. август 2009.  | [ 1 ] [ 2 ] |
| Олимпијски рекорд | САД · Арон Пирсол (53;16) · Брендан Хансен (59,27) · Мајкл Фелпс (50,15) · Џејсон Лезак (46,76) | 3:29,34 | Пекинг, Кина | 17. август 2008. | [ 3 ]       |

## Резултати квалификације
| Пла. | Трка | Стаза | НОК                       | Пливачи                                                                                                 | Резултат | Нап.   |
| ---- | ---- | ----- | ------------------------- | --- | -------- | ------ |
| 1.   | 2    | 4     | Сједињене Америчке Државе | Ник Томан (53,31) Ерик Шанто (59,69) Тајлер Макгил (51,53) Кален Џоунс (48,12)                          | 3:32,65  | КВ     |
| 2.   | 1    | 1     | Уједињено Краљевство      | Лијам Танкок (53,98) Крег Бенсон (59,68) Мајкл Рок (51,66) Адам Браун (48,22)                           | 3:33,44  | КВ     |
| 3.   | 2    | 3     | Јапан                     | Рјосуке Ирије (53,08) Косуке Китаџима (59,47) Такеши Мацуда (52,09) Такуро Фуџи (49,00)                 | 3:33,64  | КВ     |
| 4.   | 1    | 4     | Аустралија                | Хејден Стокел (53,89) Брентон Рикард (59,95) Мет Таргет (51,30) Томасо Дорсоња (48,59)                  | 3:33,73  | КВ     |
| 5.   | 1    | 3     | Холандија                 | Ник Дриберген (53,98) Ленарт Стекеленбург (1:00,52) Јури Верлинден (51,46) Себастијан Версхурен (47,82) | 3:33,78  | КВ     |
| 6.   | 2    | 5     | Немачка                   | Хелг Мјув (53,82) Кристијан вом Лен (1:01,13) Штефен Дајблер (51,18) Марко ди Карли (48,15)             | 3:34,28  | КВ     |
| 7.   | 2    | 6     | Мађарска                  | Ласло Чех (53,78) Данијел Ђурта (59,63) Бенце Пулај (52,47) Доминик Козма (48,56)                       | 3:34,44  | КВ, НР |
| 8.   | 1    | 2     | Канада                    | Чарлс Франсис (53,91) Скот Дикенс (1:00,60) Џо Барток (52,43) Брент Хејден (47,52)                      | 3:34,46  | КВ     |
| 9.   | 2    | 2     | Нови Зеланд               | Гарет Кин (54,01) Глен Снидерс (59,00) Ендру Макмилан (52,77) Карл О’Донел (48,74)                      | 3:34,52  |        |
| 10.  | 2    | 7     | Француска                 | Камиј Лакур (53,63) Ђакомо Перез д'Ортона (1:00,03) Роман Сасо (52,17) Јаник Ањел (48,77)               | 3:34,60  |        |
| 11.  | 1    | 8     | Кина                      | Ченг Феији (53,70) Ли Сјајен (1:00,96) Џоу Ђавеј (51,44) Лу Џиву (48,55)                                | 3:34,65  |        |
| 12.  | 1    | 7     | Русија                    | Владимир Морозов (53,99) Вјачеслав Синкевич (1:00,80) Николај Скворцов (51,83) Андреј Гречин (48,32)    | 3:34,94  |        |
| 13.  | 2    | 8     | Јужноафричка Република    | Чарл Крос (55,23) Камерон ван дер Бург (58,96) Чад ле Клос (51,83) Лит Шанкленд (49,21)                 | 3:35,23  |        |
| 14.  | 1    | 5     | Италија                   | Мирко Ди Тора (54,67) Фабио Скоцоли (1:00,28) Матео Риволта (53,10) Лука Дото (48,83)                   | 3:36,88  |        |
| 15.  | 1    | 6     | Бразил                    | Тијаго Переира (54,45) Фелипе Франса Силва (1:00,77) Кајо де Алмеида (53,61) Марсело Чјериђини (48,17)  | 3:37,00  |        |
| 16.  | 2    | 1     | Пољска                    | Радослав Кавецки (54,65) Давид Шулих (1:01,39) Павел Кожењовски (52,40) Кацпер Мајхжак (49,72)          | 3:38,16  |        |

## Финале
| Пла. | Стаза | НОК                       | Пливачи                                                                                                 | Резултат | Нап. |
| ---- | ----- | ------------------------- | --- | -------- | ---- |
|      | 4     | Сједињене Америчке Државе | Мет Гриверс (52,58) Брендан Хансен (59,19) Мајкл Фелпс (50,73) Нејтан Адријан (46,85)                   | 3:29,35  |      |
|      | 3     | Јапан                     | Рјосуке Ирије (52,92) Косуке Китаџима (58,64) Такеши Мацуда (51,20) Такуро Фуџи (48,50)                 | 3:31,26  |      |
|      | 6     | Аустралија                | Хејден Стокел (53,71) Кристијан Спренџер (59,05) Мет Таргет (51,60) Џејмс Магнусен (47,22)              | 3:31,58  |      |
| 4.   | 5     | Уједињено Краљевство      | Лијам Танкок (53,40) Мајкл Џејмисон (59,27) Мајкл Рок (51,74) Адам Браун (47,91)                        | 3:32,32  |      |
| 5.   | 1     | Мађарска                  | Ласло Чех (53,40) Данијел Ђурта (59,01) Бенце Пулај (51,82) Доминик Козма (48,79)                       | 3:33,02  | НР   |
| 6.   | 7     | Немачка                   | Хелг Мев (53,78) Кристијан фом Лен (1:00,30) Штефан Дајблер (50,91) Маркус Дајблер (48,07)              | 3:33,06  |      |
| 7.   | 2     | Холандија                 | Ник Дриберген (53,79) Ленарт Стекеленбург (1:00,24) Јури Верлинден (51,86) Себастијан Версхурен (47,57) | 3:33,46  |      |
| 8.   | 8     | Канада                    | Чарлс Франсис (54,16) Скот Дикенс (1:00,29) Џо Барток (52,32) Брент Хејден (47,42)                      | 3:34,19  |      |